# Чаруківська сільська рада
| Чаруківська сільська рада — адміністративно-територіальна одиниця та орган місцевого самоврядування у Луцькому районі Волинської області з адміністративним центром у с. Чаруків. Сільській раді підпорядковані населені пункти: - с. Чаруків - с. Вигуричі |

## Склад ради
Рада складається з 16 депутатів та голови.

## Керівний склад сільської ради
| ПІБ                         | Основні відомості                                                          | Дата обрання | Дата звільнення |
| --------------------------- | -------------------------------------------------------------------------- | ------------ | --------------- |
| Скиба Надія Ярославівна     | Сільський голова, 1976 року народження, освіта, позапартійна               | 26.03.2006   | 31.10.2010      |
| Крищук Світлана Анатоліївна | Сільський голова, 1963 року народження, освіта вища, позапартійна          | 31.10.2010   | 25.10.2015      |
| Пудлік Жанна Георгіївна     | Сільський голова, 1977 року народження, освіта вища, член ВО "Батьківщина" | 25.10.2015   |                 |

Примітка: таблиця складена за даними джерела

## Населення
Згідно з переписом УРСР 1989 року чисельність наявного населення сільської ради становила 1544 особи, з яких 695 чоловіків та 849 жінок.
За переписом населення України 2001 року в сільській раді мешкало 1416 осіб.

### Мова
Розподіл населення за рідною мовою за даними перепису 2001 року:
| Мова       | Відсоток |
| ---------- | -------- |
| українська | 99,15 %  |
| російська  | 0,78 %   |
| білоруська | 0,07 %   |